# Partido Socialista Revolucionario Somalí
El Partido Socialista Revolucionario Somalí (PSRS, también denominado como Partido Socialista Revolucionario de Somalia; en somalí: Xisbiga Hantiwadaagga Kacaanka Soomaaliyeed, XHKS) fue un partido político que gobernó la República Democrática de Somalia desde su creación en 1976 hasta 1991.

## Historia
El PSRS fue creado por el régimen militar comunista del general Mohamed Siad Barre a instancias de la URSS, que quería el establecimiento de un partido comunista que gobernase la República Democrática de Somalia. El Congreso Fundacional del PSRS se celebró en junio de 1976 y escogió un Comité Central con Siad Barre como secretario general. Los cinco miembros del Politburó del PSRS fueron el teniente general Mahammad Ali Samantar (vicepresidente), el mayor general Husseen Kulmiye (segundo vicepresidente), el general de brigada Ahmad Sulaymaan Abdullah, y el general de brigada Ismail Ali Abukor (después fue substituido por el general de brigada Ahmad Mahamuud Faarah). Entre los cuadros del PSRS se incluyó a algunos comunistas destacados como Abdulrahman Aidiid, Mohamed F. Weyrah (conocido economista) y Abukar Hussien. La Constitución somalí entonces vigente le otorgó un papel dirigente en la vida política del país.
Desde su fundación y hasta 1977 entabló colaboración con varios partidos comunistas de Europa, especialmente el Partido Comunista de la Unión Soviética y el Partido Socialista Unificado de Alemania, gobernante en la RDA; este último financió incluso una escuela de cuadros para el PSRS. Después de la ruptura con la URSS y Cuba, que dieron su apoyo a Etiopía en la cuestión del Ogadén, se produjeron escisiones.
Pese a la pérdida de sus aliados internacionales, el PSRS continuó basándose en el marxismo-leninismo. No obstante, a partir de 1978 tomaron más parte las lealtades de clan que ideológicas, y si bien el PSRS siempre estaba por encima de los clanes, eran tres los clanes que mantenían el control de éste. En 1991 el régimen fue derrocado por varios grupos insurgentes. Tras esto, varios antiguos miembros del PSRS y del Ejército formaron el Frente Nacional Somalí.
Tras su destitución, Siad Barre se exilió en Nigeria, donde murió en 1995.

## Ideología
El PSRS era en teoría un partido marxista-leninista, pero también incluía el socialismo islámico, el socialismo científico, el nacionalismo somalí y enseñanzas pan-somalistas en su ideología. Fue disuelto cuando Mohamed Siad Barre fue derrocado del poder a finales de 1991.

## Organización
Se suponía que el PSRS iba a funcionar como una fuerza política que trascendiese las líneas de clanes, pero en la realidad hubo pocos cambios en las prácticas políticas. El poder estuvo concentrado en tres clanes. El Partido desarrolló una rama de inteligencia conocida como Baadhista xisbiga, que trabajó de forma paralela a la inteligencia estatal y grupos paramilitares. El PSRS celebró su III Congreso en noviembre de 1986, donde se llevó a cabo una reestructuración importante de su Comité Central.

## Rol en el Gobierno somalí
El artículo 7 de la Constitución de 1979 de la República Democrática de Somalia clarificaba el rol del Partido:
«Autoridad y Liderazgo del Partido»:
- 1. El Partido Socialista Revolucionario Somalí debe ser el único partido legal en la República Democrática de Somalia; ningún otro partido u organización política será establecida.
- 2. El Partido Socialista Revolucionario Somalí debe tener la autoridad suprema del liderazgo político y socioeconómico en la República Democrática de Somalia.